# The Hairbells of Africa
The Hairbells of Africa (abreviado Dierama, Hairbells Africa) es un libro con ilustraciones y descripciones botánicas que fue escrito conjuntamente por; O.M.Hilliard & B.L.Burtt y publicado en Johannesburgo en el año 1991.